# Jugueiros
Jugueiros is een plaats (freguesia) in de Portugese gemeente Felgueiras en telt 1531 inwoners (2001).